# Femme à la chaise longue
Femme à la chaise longue est un tableau réalisé en 1907 par le peintre français Othon Friesz.

## Description
Cette peinture à l'huile sur toile représente une femme allongée sur une chaise longue.
Par ses couleurs et ses formes géométriques, ce tableau dénote l'évolution des œuvres du peintre vers le fauvisme, lors de son voyage à La Ciotat en 1907.

## Histoire
Cette œuvre fait partie du fonds Léon Pédron, collectionneur et ami d'Othon Friesz. 
Elle a été léguée en 1979 au musée d'Art moderne André-Malraux par Madame Pomeranz, belle-sœur de Jean Pédron, le frère du collectionneur